# Plasmócito

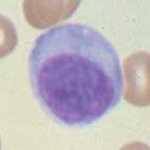
Um plasmócito.

Plasmócitos são as células do sistema imunológico que produzem os anticorpos, também conhecidos como imunoglobulinas, que são moléculas envolvidas na neutralização e/ou eliminação de patógenos. Essas células tem aspecto esférico ou ovóide, com núcleo deslocado para uma das extremidades e não possuem grânulos. São pouco numerosas no tecido conjuntivo normal, mas abundantes em locais sujeitos à penetração de bactérias e outros microrganismos (como o intestino e a pele) e nos locais onde existe inflamação crônica.
São células anti-inflamatórias que se originam a partir da diferenciação dos linfócitos B e chegam até o tecido conjuntivo através do sangue.